# What’s Wrong with Bill?
| Оценки критиков | Оценки критиков |
| Источник        | Оценка          |
| --------------- | --------------- |
| AllMusic        | [ 1 ]           |
| Cokemachineglow | 59 из 100%      |
| HipHopDX        | 8.5 из 10       |
| laut.de         | [ 4 ]           |
| Pitchfork       | 7.7/10          |
| RapReviews      | 7.5/10          |
| Tiny Mix Tapes  | [ 7 ]           |

«What’s Wrong With Bill?» (с англ. — «Что не так с Биллом?») — дебютный сольный студийный альбом американского рэпера Илл Билла, выпущенный 2 марта 2004 года на независимом лейбле Psycho+Logical-Records. Альбом был записан в Нью Йорке на студии Powerhouse Studios. Музыкальный продюсерами стали Илл Билл и его младший брат Некро, который спродюсировал практически весь проект, а также выступил исполнительным продюсером. Приглашёнными гостями выступили Горетекс и Сабак Ред, которые являются участниками хип-хоп группы Нон-Фикшн, М-р. Хайд, Кью-Юник, Некро и дядюшка Хауи.
Альбом получил в целом благоприятные отзывы у музыкальных критиков. По данным сайта-агрегатора Albumoftheyear.org, средний балл равен 70 из 100, основываясь на пяти рецензиях.

## Список композиций
| №   | Название                                                           | Автор(ы)                                                                               | Продюсер(ы)     | Длительность |
| --- | ------------------------------------------------------------------ | -------------------------------------------------------------------------------------- | --------------- | ------------ |
| 1.  | «What's Wrong»                                                     | Уильям Браунштейн, Рон Браунштейн                                                      | Некро, Илл Билл | 4:00         |
| 2.  | «Overkill»                                                         | У. Браунштейн, Р. Браунштейн                                                           | Некро           | 3:54         |
| 3.  | «The Anatomy Of A School Shooting»                                 | У. Браунштейн, Р. Браунштейн                                                           | Некро, Илл Билл | 3:21         |
| 4.  | «Glenwood Projects» (при участии Uncle Howie, Necro и Goretex)     | У. Браунштейн, Р. Браунштейн, Mitchell "Goretex" Manzanilla                            | Некро, Илл Билл | 3:54         |
| 5.  | «Peace Sells»                                                      | У. Браунштейн, Р. Браунштейн                                                           | Некро, Илл Билл | 3:36         |
| 6.  | «Unstoppable»                                                      | У. Браунштейн, Р. Браунштейн                                                           | Некро           | 3:37         |
| 7.  | «Death Smiles At Murder» (при участии Mr. Hyde)                    | У. Браунштейн, Р. Браунштейн                                                           | Некро           | 3:00         |
| 8.  | «Chasing The Dragon»                                               | У. Браунштейн, Р. Браунштейн                                                           | Некро           | 4:04         |
| 9.  | «Alien Workshop»                                                   | У. Браунштейн, Р. Браунштейн                                                           | Некро, Илл Билл | 3:09         |
| 10. | «Canarsie Artie's Brigade» (при участии Necro, Q-Unique и Goretex) | У. Браунштейн, Р. Браунштейн, Anthony "Q-Unique" Quiles, Mitchell "Goretex" Manzanilla | Некро           | 3:20         |
| 11. | «Porno Director» (при участии Goretex и Sabac Red)                 | У. Браунштейн, Р. Браунштейн, Mitchell "Goretex" Manzanilla, John Fuentes              | Некро, Илл Билл | 4:27         |
| 12. | «American History X»                                               | У. Браунштейн, Р. Браунштейн                                                           | Некро           | 4:12         |
| 13. | «Uncle Zowie»                                                      | У. Браунштейн, Р. Браунштейн                                                           | Некро           | 0:39         |
| 14. | «Legend Has It»                                                    | У. Браунштейн, Р. Браунштейн                                                           | Некро, Илл Билл | 4:07         |
| 15. | «The Final Scene»                                                  | У. Браунштейн, Р. Браунштейн                                                           | Некро           | 3:07         |
| 16. | «Chasing The Dragon (Moshpit Mix)» (при участии Necro)             | У. Браунштейн, Р. Браунштейн                                                           | Некро, Илл Билл | 4:16         |

## Музыкальный персонал
- Уильям Браунштейн — вокал, музыкальный продюсер треков 1, 3-5, 9, 11, 14 и 16; звукозапись и микширование
- Рон Браунштейн — вокал на 4, 8, 10 и 16; гитара и бас на треке 16; музыкальный продюсер, звукозапись и микширование, исполнительный продюсер
- Mitchell «Goretex» Manzanilla — вокал на 4, 10 и 11
- Howard «Uncle Howie» Tenenbaum — вокал на 4
- Christopher «Mr. Hyde» Catenacci — вокал на 7
- Anthony «Q-Unique» Quiles — вокал на 10
- John «Sabac Red» Fuentes — вокал на 11
- Эллиотт Томас — звукозапись и микширование
- Charles De Montebello — мастеринг звукозаписи
- Michael Lavine — фотограф
- Emily Optics — фотограф
- Hobin Choi — фотограф
- Paul Gulacy — обложка